# Bufo asper
Bufo asper és una espècie d'amfibi que viu al sud-est d'Àsia.
Està amenaçada d'extinció per la pèrdua del seu hàbitat natural.